# PDGFRB
PDGFRB (англ. Platelet-derived growth factor receptor beta; CD140b; КФ 2.7.10.1) — мембранный белок, рецепторная тирозинкиназа, продукт гена человека PDGFRB.

## Ген
Ген PDGFRB расположен на 5-й хромосоме человека в позиции q32 (5q32), содержит 25 экзонов. Ген находится между генами рецепторов ГМ-КСФ и CSF1R на хромосомном участке, который может теряться в результате делеции, которая в результате приводит к развитию миелодиспластического 5q-синдрома. Среди прочих генетических нарушений PDGFRB, приводящих к различным злокачественным заболеваниям костного мозга, — небольшая делеция и транслокация, вызывающие слияние гена PDGFRBс одним из по крайней мере 30 генов, которое приводит к миелопролиферативной неоплазии с эозинофилией и связанным с этим позреждение органа с возможной прогрессией до агрессивной лейкемией.

## Структура
PDGFRB — белок из семейства рецепторных тирозинкиназ, относится к III типу этого семейства и структурно характеризуется наличием 5 внеклеточных иммуноглобулино-подобных доменов, единственным мембранным спиральным фрагментом и соседним внутриклеточным доменом, в котором соединены тирозинкиназный домен и C-конец белка. В отсутствие лиганда PDGFRβ находится в неактивной конформации, в которой активационная петля закрывает каталитический участок, при этом примембранный участок находится поверх петли, покрывая активный участок, а киназный домен покрыт C-концом. После связывания рецептора с лигандом тромбоцитарным фактором роста рецептор димеризуется, что высвобождает заингибированную конформацию благодаря аутофосфорилированию регуляторного тирозина противоположным мономером. Тирозины в положениях 857 и 751 — основные участки фосфорилирования при активации PDGFRβ. Молекулярная масса зрелого белка — 180 кДа.

## Функции и роль в патологии
PDGFRB играет важную роль в развитии сосудов. Удаление генов PDGFRB либо его лиганда тромбоцитарного фактора роста PDGF-B снижает количество перицитов и сосудистых гладкомышечных клеток и, таким образом, нарушает целостность и функциональность во многих органах, включая мозг, сердце, почки, кожу и глаза.
Клеточные исследования in vitro показали, что эндотелиальные клетки секретируют тромбоцитарный фактор роста, который рекрутирует PDGFRβ-экспрессирующие перициты, что стабилизирует насцентные кровеносные сосуды. У мышей, имеющих лишь одну аллель PDGFRB, наблюдается ряд фенотипических изменений, включая пониженную дифференциацию гладкомышечных клеток аорты и перицитов мозга, а также подавленную дифференцировку адипоцитов из перицитов и мезенхимальных клеток. Дисрегуляция киназной активности PDGFRβ (как правило, активация фермента) играет роль в развитии таких эндемичных заболеваний, как рак и сердечно-сосудистые заболевания.

## Взаимодействия
PDGFRβ взаимодействует со следующими белками:
- CRK,[18]
- Кавеолин 1,[19]
- Grb2,[20][21][22]
- NCK1,[20][23]
- NCK2,[20][24][25]
- PDGFR-α,[26][27]
- PTPN11,[28][29]
- RASA1,[30][31]
- SHC1[32]
- SLC9A3R1.[33]